# Apodanthera undulata
Espèce
Apodanthera undulata est une espèce de plantes à fleurs de la famille des Cucurbitaceae originaire d'Amérique du Nord.

## Description morphologique

### Appareil végétatif
Cette plante malodorante, rampante, a de longues tiges qui atteignent 3 m de longueur, mais seul le feuillage peut s'élever, jusqu'à 20 cm au-dessus du sol. Ces tiges portent des vrilles ainsi que des feuilles velues, grisâtres, en forme de rein (réniformes). Ces feuilles, plus larges que longues, mesurent de 5 à 15 cm de largeur et sont attachées à la tige par un pétiole. Leur marge est ondulée, mais aussi le plus souvent légèrement lobée ou dentée.

### Appareil reproducteur
La floraison a lieu entre mai et septembre.
L'inflorescence est une fleur jaune en forme d'entonnoir, isolée à l'aisselle des feuilles. Chaque fleur mesure 3,8 cm de large. La corolle est composée de 5 pétales soudés à leur base. Certains ont 3 étamines mais pas d'ovaire fonctionnel, d'autres ont un ovaire fonctionnel mais pas d'étamines.
Le fruit est un péponide ovale de 6,3 à 10 cm de long, portant des côtes longitudinales. Son goût, très amer, le rend impropre à la consommation.

## Répartition et habitat
Cette plante vit dans le sud-ouest des États-Unis et au Mexique. Sa limite nord va de l'Arizona au Texas.
Elle pousse sur les dunes de sable, ou sur les pentes et replats gravillonneux des zones arides.